# Aphasie-Check-List
Die Aphasie-Check-List (ACL), auch: Aphasie-Check-Liste ist ein im Jahre 2002 von Elke Kalbe, Nadine Reinhold, Matthias Brand und Josef Kessler entwickeltes Verfahren zur Diagnose von Aphasien.

## Anwendungsbereich und Ziele
Die Aphasie-Check-List konzentriert sich weniger auf die Einteilung in Syndrome, sondern versucht die sprachlichen Leistungen und Fehlleistungen des Patienten zu beschreiben und ist für den Akutbereich vorgesehen. Die Durchführung und auch die Auswertung sind somit in kurzer Zeit realisierbar. Die ACL überprüft alle vier sprachlichen Modalitäten (Lesen, Schreiben, Sprechen, Verstehen). Sie wird sowohl in Rehabilitationskliniken mit Spezialisierung auf Aphasien als auch in der Ausbildung von Linguisten und Logopäden angewendet.
Die Ziele der ACL sind
- eine Aphasie zu identifizieren
- sprachliche Leistungen als Profil abzubilden (Schweregrade)
- für eine breite Patientengruppe (hinsichtlich Ätiologie und Krankheitsstadium) einsetzbar zu sein
- ökonomisch hinsichtlich Zeit und Kosten zu sein
- auch wichtige neuropsychologische Faktoren, die für die Sprachfunktionen wichtig sind, erfassen zu können

## Durchführung
Die Durchführung der ACL mit einem Patienten dauert ca. 30–40 Minuten. Die Aphasie-Check-Liste ist in zwei Untertests gegliedert. Sie setzt sich aus einem längeren Sprachteil (Teil A) und einem kürzeren Kognitionsteil (Teil B) zusammen:

### Teil A
Der Teil „Sprache“ besteht insgesamt aus 7 Subtests. Es werden hierbei sowohl die sprachlichen Ebenen als auch die Verarbeitung von wichtigen Spracheinheiten, Pseudowörtern und Zahlen untersucht.
1. Reihensprechen: Bei diesem Subtest müssen die Patienten Wochentage und Zahlen aufsagen.
2. Befolgen von Handlungsanweisungen: Es wird folglich das Sprachverständnis für Anweisungen überprüft. Der Patient wird aufgefordert, einfache, konkrete Handlungen auszuführen. Beispiel: „Klopfen Sie bitte auf den Tisch.“
3. Farb-Figur-Test: Dieser Untertest prüft das auditive Verständnis für abstraktes verbales Material und testet auch das verbale Kurzzeitgedächtnis. Die Patienten werden mündlich dazu aufgefordert, auf verschieden farbige bzw. unterschiedlich große Kreise oder Dreiecke auf einer Farbvorlage zu deuten. Dieser Test ist dem Token-Test aus dem AAT ähnlich.
4. Wortgenerierung: Bei diesen Aufgaben werden die Patienten gebeten, innerhalb einer Minute so viele Begriffe wie möglich zu nennen, die entweder mit demselben Anfangsbuchstaben beginnen oder aus einer semantischen Kategorie (Beispiel: Obst) stammen. Mit diesen Aufgaben werden der lexikalische Abruf, die Verarbeitungsgeschwindigkeit, die kognitive Flexibilität und das Vorstellungsvermögen („Imagery“) überprüft.
5. Einzelne sprachliche Leistungen: Es werden 6 Aufgaben mit jeweils 6 Items zu unterschiedlichen Schwierigkeitsgraden gestellt. Dazu gehören Benennen, lautes Lesen, Lesesinnverständnis, auditives Sprachverständnis, Schreiben nach Diktat und Nachsprechen. Die rezeptiven Sprachleistungen werden mit anschaulichem, farbigem Bildmaterial überprüft, wobei neben den Zielwörtern je zwei Ablenker (phonologisch und semantisch bzw. morphosyntaktisch) präsentiert werden. Bei den Aufgaben Lesen, Diktatschreiben und Nachsprechen sind zusätzlich je 3 Pseudowörter zu bearbeiten.
6. Rating der verbalen Kommunikationsfähigkeit: Diese Fähigkeit des Patienten wird mit einer vierstufigen Skala eingeschätzt. Das Rating ist einfach strukturiert und verständlich formuliert und ist deshalb auch für Nicht-Experten geeignet. Die schnelle Einschätzung, ob Kommunikationsstörungen oder nur Restsymptome vorliegen, führt zu einer Vereinfachung der Kommunikation zwischen Klinikpersonal und Patient bzw. Angehörigen.
7. Zahlenverarbeitung: Hier werden jeweils 3 verschiedenstellige Zahlen in den Aufgabengebieten lautes Lesen, Schreiben nach Diktat und Nachsprechen überprüft.

| Rating-Wert | Störungsgrad |
| ----------- | --- |
| 3           | Keine Störung keine objektive oder vom Patienten genannten Sprachstörungen                                                                                     |
| 2           | Leichte oder Reststörung leichte, vorwiegend expressive Sprachstörungen, verbale Kommunikation nur unwesentlich beeinträchtigt                                 |
| 1           | Mittelgradige Störung deutliche rezeptive und expressive Sprachstörungen, Kommunikation vorwiegend über einfache Themen mithilfe des Gesprächspartners möglich |
| 0           | Schwere Störung schwer gestörte Sprachproduktion und -rezeption, Kommunikation vorwiegend nonverbal                                                            |

### Teil B
In diesem Kognitionsteil, werden wesentliche Hirnfunktionen überprüft, die beeinträchtigt sein können und somit möglicherweise die Sprachleistung sowie Alltagsaktivitäten des Patienten beeinflussen. Dieser Teil besteht aus drei Testverfahren, die alle nonverbal sind, um Überlagerungen zu den Sprachbeeinträchtigungen zu vermeiden. Die jeweiligen Aufgaben können nicht durch eine neuropsychologische Untersuchung ersetzt werden, weil sie für den Sprachtherapeuten Hinweise zu möglichen kognitiven Defiziten liefern sollen.
1. Nonverbaler Gedächtnistest: Bei dieser Aufgabe wird die kurzfristige und mittelfristige Gedächtnisleistung untersucht. Der Betroffene muss sich sechs geometrische Figuren zehn Sekunden lang merken und diese dann unmittelbar bzw. verzögert (nach ca. zehn Minuten) aus einer Reihe von Zeichen wiedererkennen.
2. Aufmerksamkeitstest: Hierbei wird die selektive Aufmerksamkeit des Patienten ermittelt. Es müssen in einer vorgegebenen Zeit bestimmte Zeichen aus einer Spalte von Ablenkern herausgesucht und angestrichen werden. Insgesamt besteht dieser Test aus sechs Spalten, die in jeweils zehn Sekunden bearbeitet werden sollen.
3. Logische Reihen: Dieser Untertest überprüft das logische Denken und Erkennen von Gesetzmäßigkeiten. Dazu müssen immer schwieriger werdende Reihen aufeinander folgender Symbole bearbeitet werden. Jede Reihe beinhaltet ein Zeichen, das nicht der Regel folgt. Der Patient hat die Aufgabe, dieses Symbol zu erkennen und durchzustreichen.

## Kritik
- nur eine sehr geringe Itemzahl
- Differenzierung der Punktwerte nicht ausreichend (Auswertung)
- Einschätzen der Spontansprache nur in Testsituation

## Fazit
Die Aphasie-Check-List ist laut Kalbe (2002) ein normiertes und standardisiertes Testverfahren, mit dem sich ein detailliertes sprachliches Leistungsprofil erstellen lässt.
Die ACL zeichnet sich vor allem durch ihre leichte Durchführbarkeit und die kurze Testdauer aus.
Die Transparenz der Testergebnisse macht die Planung der ersten Therapieeinheiten  wesentlich einfacher, da die Symptome relativ rasch ablesbar sind.

## Alternative Testverfahren
- AAT – Aachener Aphasie Test von Huber et al. (1983)
- AABT – Aachener Aphasie-Bedside-Test von Biniek et al. (1993)
- FAST – Frenchay-Aphasia-Screening-Test von Enderby et al. (1987)
- BAT – Bilingual Aphasia Test von Paradis (1987)
- BDAE – Boston Diagnostic Aphasia Examination von Goodglass und Kaplan (1972)
- KAP – Kurze Aphasieprüfung von Lang et al. (1999)
- BOSU – Bogenhausener Semantikuntersuchung von Glindemann et al. (2002)
- AST – Aphasie Schnell-Test von Kroker (2000)
- WAB – Western Aphasia Battery von Kertesz (1982)
- MTDDA – Minnesota Test for Differential Diagnosis of Aphasia von Schuell (1965)